# Lad
Lad là một thị trấn thuộc hạt Somogy, Hungary. Thị trấn này có diện tích 22,35 km², dân số năm 2010 là 562 người, mật độ 25 người/km².